# Ursprungsfolk

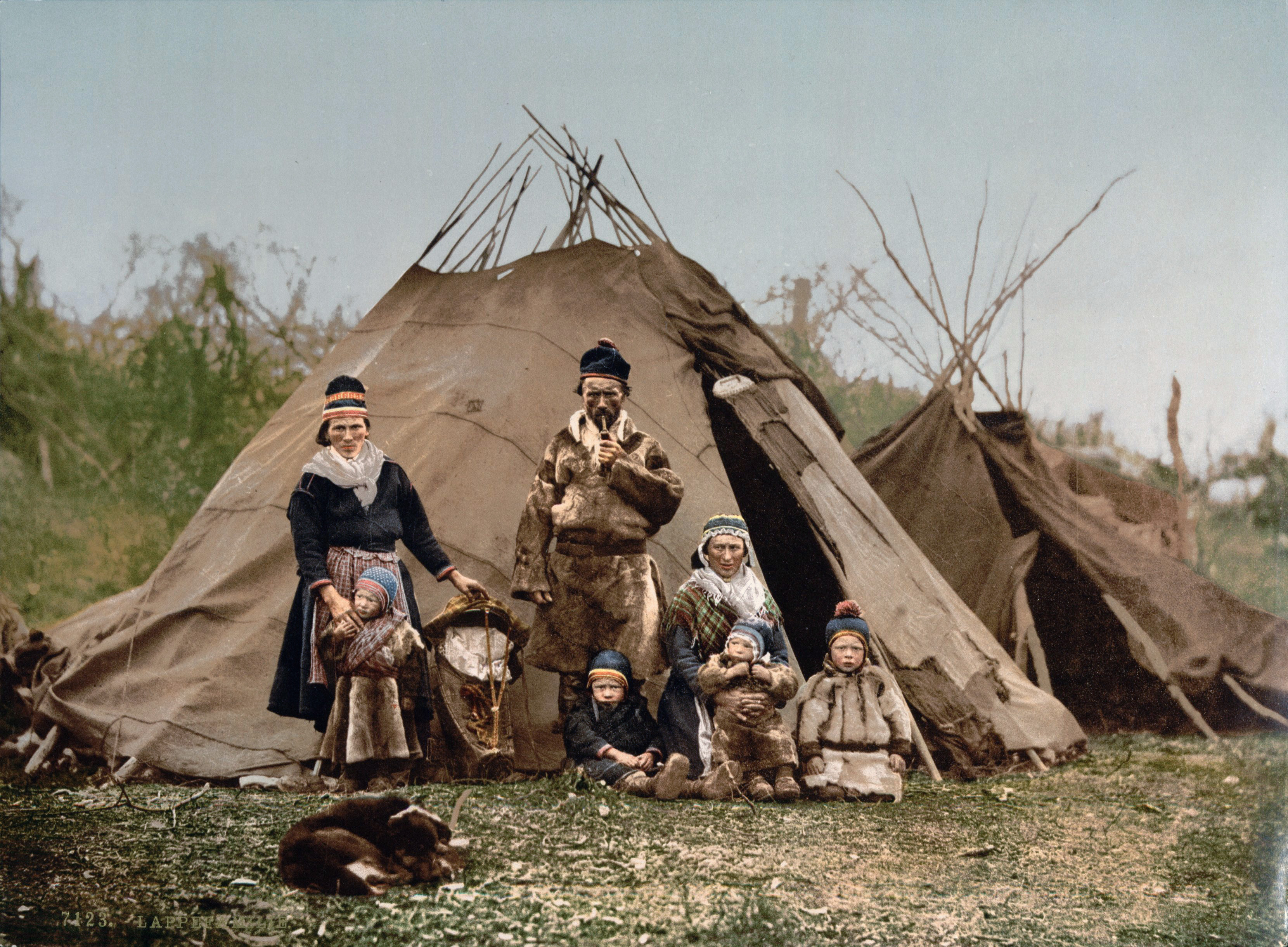
Norska samer ca 1900.

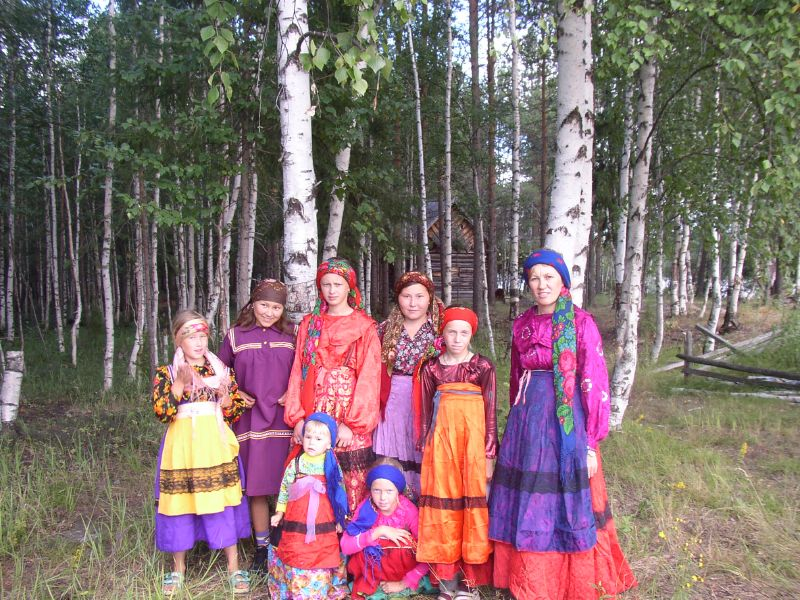
Komier lever nordväst om Uralbergen i Ryssland.

Ursprungsfolk, ursprungsbefolkning, urbefolkning, urfolk och urinvånare är olika benämningar som i vardagligt talspråk avser antingen etniska folkgrupper vars förfäder var de första människorna att bebo och, åtminstone traditionellt, göra anspråk på ett visst geografiskt område som sitt territorium eller folkgrupper som var bosatta inom ett område, när andra folkgrupper grundade en stat inom samma område senare. I formellt språk förekommer skillnader mellan benämningarna; se avsnittet terminologi nedan. Grupperna har i regel eget språk, kultur och sedvänjor som skiljer dem från utomstående folkgrupper och kan härledda till tidigare bosatta befolkningar genom olika genealogiska sammanblandningar.
Benämningarna brukas huvudsakligen för grupper som delvis eller helt förlorat anspråk på sitt ursprungsområde, vanligen genom migration, kolonisering eller invasion från andra folk och fördjupat även om den existerande gruppen i princip ärvt kultur, språklag och DNA som tillhör den egentliga ursprungsbefolkningen varav de delvis härstammar.

## Terminologi
Begreppet ursprungsbefolkning avsåg från början folk som befann sig i ett området dit de första europeiska upptäckarna och kolonisatörerna anlände. I Amerika och Oceanien används denna definition av ursprungsbefolkning men i Afrika, Europa och Asien är begreppet mer svårdefinierat  och även omöjligt då folkvandringar, kolonisation och blandning av folkgrupper har skett under mycket lång tid och under varierande tillvägagångssätt. Flera olika definitioner av ursprungsfolk används idag:
- Enligt en vetenskaplig, arkeologisk definition är en urbefolkning en folkgrupp som är ättlingar till de första mänskliga invånarna i ett visst geografiskt område.[2]
- Principiellt, enligt United Nations Working Group on Indigenous Populations (WGIP) definierade begreppet 1972, med utökningar 1983 och 1986, är FN:s definition av ursprungsfolk de som har en historisk kontinuitet med förhistoriska samhällen/kulturer i ett territorium som senare invaderades eller koloniserades av andra, anser sig själva skilda från den övriga befolkningen som nu lever i detta territorium, och strävar efter att bevara, utveckla och överföra sitt traditionella territorium och sin etniska identitet till framtida generationer.[källa behövs]
- ILO, Internationella arbetsorganisationen definierade begreppet i Konventionen om ursprungsfolk och stamfolk (ILO 169) år 1989 till att gälla folkgrupper som var bosatta inom ett område, när andra folkgrupper grundade en stat inom samma område.
- I det svenska betänkandet "Samerna: ett ursprungsfolk i Sverige" definieras ursprungsfolk som "folk som härstammar från folkgrupper som bodde i landet vid tiden för fastställandet av nuvarande statsgränser och som helt eller delvis har behållit sina sociala, ekonomiska, kulturella och politiska institutioner"[3]

## Politisk organisering och rättigheter
Kring mark som traditionellt bebotts och brukats av urfolk råder idag ofta konflikter. De kan vara mångfacetterade i sin grund;  historiska och nutida övergrepp begångna av majoritetsbefolkningen, kolonial lagstiftning som inte erkänner urfolkens rättigheter, ojämlikheter kring parlamentarisk representation, ojämlik möjlighet att driva sina frågor i domstol, utbredd rasism, korruption inom majoritetssamhället, etc. är vanliga grunder för konflikt, jämte skilda uppfattningar om hur mark bör brukas. Det moderna, industriella samhällets privata ägande kolliderar med det äldre gemensamma ägandet som är brukligt traditionellt hos ursprungsfolk.
En stor mängd av urfolkens språk är idag hotade, och historiskt har många urfolksspråk utrotats. Som en viktig bärare av kultur ses revitalisering av språk i många fall som en viktig kärna i arbete för urfolkskulturers fortsatta levnad och rätt, jämte rätt till bruk av traditionell mark. 
För att skapa riktlinjer för urfolkens rättigheter kring dessa problem har olika deklarationer dikterats inom FN-systemet, exempelvis antog ILO 1989 Konventionen om urfolk och stamfolk, i folkmun ofta benämnd som ILO 169. 
FN:s kommissarie för mänskliga rättigheter satte i augusti 1982 upp en arbetsgrupp för urfolk (WGIP) för att lyssna på urfolkens problem och arbeta för deras rättigheter. År 2002 etablerades FN:s permanenta forum för urfolk.
Mellan 1994 och 1997 arbetade FN med en deklaration. FN:s deklaration om urfolkens rättigheter antogs 2007 av generalförsamlingen med 143 ja-röster mot 4 nej-röster. USA, Kanada, Nya Zeeland och Australien röstade emot. Deklarationen anger en miniminivå för hur urfolksfrågorna bör behandlas, men är inte juridiskt bindande.
Den London-baserade människorättsorganisationen Survival International är en betydande internationell NGO för frågor kring urfolks rättigheter.

## Urfolk i olika världsdelar
Av världens befolkning beräknas 250–300 miljoner tillhöra urfolk, beroende på hur beräkning sker. Beräkningarna är dock osäkra, beroende på skilda tolkningar av en inte helt klar definition, brist på etniskt definierad offentlig statistik och lokal samt politisk kontroversialitet. 
I boken Samer - ett ursprungsfolk i Sverige, utgiven av Jordbruksdepartementet och Sametinget, anges storleksordningar i utvalda områden på en världskarta enligt följande:
- Asien 156 miljoner. Se även Ursprungsfolk i Asien:

- Kina/Ostasien; 67 miljoner
- Indien/Sydasien; 51 miljoner
- Sydostasien; 30 miljoner
- Västasien; 7 miljoner
- Ryssland; 1 miljon

- Afrika; 14 miljoner. Se även Ursprungsfolk i Afrika:

- Västra/Nordvästra Afrika; 8 miljoner
- Östra/Nordöstra Afrika; 6 miljoner
- Kongo/Centralafrika; 250 000
- Södra Afrika; 100 000

- Amerika 33 miljoner. Se även Nordamerikas ursprungsbefolkning, Ursprungsfolk i Sydamerika:

- Kanada/Grönland 1,7 miljoner
- Nordamerika utom Kanada och Centralamerika 13 miljoner
- Brasilien 1 miljon
- Västra Sydamerika 17,5 miljoner

- Oceanien 2,1 miljon. Se även Ursprungsfolk i Oceanien:

- Papua/Nya Guinea 1,5 miljon
- Australien 250 000
- Nya Zeeland 350 000

- Europa. Urfolk finns i de arktiska delarna av Europa (samer, komier), norra Kaukasus (tjerkesser) och i gränsområdet Frankrike/Spanien (basker).[6]  Se även Ursprungsfolk i Europa

Sibirien nentser
- Norge, Sverige, Finland, Ryssland 70 000

## Urfolk i Sverige
Samerna är ett av Sverige erkänt urfolk. Detta beslutades första gången enligt regeringens proposition 1976/77:80, där det sades att "Samerna utgör en ursprunglig befolkning, som i Sverige är lika gammal som eller äldre än landets majoritetsbefolkning."
Tornedalingarna och lantalaiset är meänkielitalande folk. Vissa företrädare för dessa driver också frågan om erkännande som urfolk i Sverige, med hänvisning till att anfäderna till kväner levde i området redan under järnåldern, men har ännu inte blivit accepterade.. 
Till skillnad från Norge och Danmark har varken Sverige eller Finland ratificerat ILO-konventionen om urfolk och stamfolk, med hänvisning till fortsatt behov av att överväga samers rättigheter till mark, vatten, jakt och fiske.

### Nationalencyklopedin
Ann Lewenhaupt, Ingvar Svanberg: Urfolk i Nationalencyklopedins nätupplaga. Läst 28 april 2022.